# Гелен Вудард Атвотер
Гелен Вудард Атвотер (англ. Helen Woodard Atwater; 29 травня 1876 — 26 червня 1947) — американська авторка, спеціалістка з домашньої економіки та перша штатна редакторка журналу "Домашня економіка".

## Життя
Атвотер народилася в Сомервілі, штат Массачусетс, навчалася у Сміт-коледжі та закінчила його у 1897 році. Наступні десять років вона допомагала своєму батькові, Вільбуру Оліну Атвотеру, з його дослідженнями щодо харчування та колориметрії. У цей час вона встановила широкі контакти з Міністерством сільського господарства США (USDA) . Її батько помер у 1907 році та залишив у спадок маєток. Після цього її найняли в USDA у науковий підрозділ Бюро домашнього господарства .
Атвотер служила у USDA чотирнадцять років до 1923 року. Працюючи там, вона розробила методику приготування їжі, яка зберігала харчові цінності. Вона писала брошури та книги, щоб допомогти спершу сільським жінкам дізнатися про харчування та модифіковані методи приготування їжі. У 1920-х роках вона працювала в Об'єднаному комітеті конгресу жінок, який розробляв інформаційні ресурси для Конгресу США з питань жіночих проблем.
У 1923 році Американська асоціація домашнього господарства  найняла Атвотер, першого штатного редактора для їхнього головного видання Journal of Home Economics. Вона працювала там протягом вісімнадцяти років, поки не вийшла на пенсію в 1941 році. Працюючи там, вона виступала в Білому домі на конференції з питань охорони здоров'я та захисту дітей в 1930 році і брала участь у конференції президента з будівництва будинку і домоволодіння в 1931 році. Вона була активним членом Американської асоціації громадського здоров'я, очолювала її комітет з гігієни житла в 1942 році.

## Почесті
Атвотер брала участь в Американській асоціації сприяння розвитку науки і була удостоєна членства як у Phi Upsilon Omicron (почесне товариство в галузі сім'ї та споживчих наук ), так і в Omicron Nu (товариство, що входить до складу Kappa Omicron Nu). У 1943 році вона отримала заслужену ступінь доктора наук у Сміт-коледжі. Американська асоціація домашнього господарства створила міжнародну стипендію на честь неї 1947 р. Першим отримувачем була Місіс Франсіна Ван де Путт Гілліс з Льовена, Бельгії.

## Вибрані опубліковані твори
Опубліковані роботи Атвотер включають в себе:
- (1900) Хліб та принципи виготовлення хліба Урядова друкарня, Вашингтон, округ Колумбія
- (1903) Свійська птиця як їжа Урядова друкарня, Вашингтон, округ Колумбія
- (1929) Домашня економіка: Мистецтво та наука про домашнє господарство Американська бібліотечна асоціація, Чикаго з Керолайн Луїзою Хант
- (1917) Як підбирати продукти. . . Урядова друкарня, Вашингтон, округ Колумбія